# 1963 a filmművészetben

## Események
- április 4. – Jean Renoir francia rendezőt életművéért a San Franciscó-i kaliforniai egyetem diszdoktorává avatják.
- május 11. Pier Paolo Pasolinit istenkáromlás vádjával négy hónap börtönbüntetésre ítélik. A megbotránkozást a Rogopog című film általa készített epizódja, A túró okozza.
- június 25. – Az USA-ban a fekete polgárjogi szervezet panaszt emel a hollywoodi faji megkülönböztetés ellen. A leghosszabb nap című filmben ugyanis, amely egy fontos háborús esemény hiteles bemutatásának tekinthető, az együtt harcoló 1500 katona között egy fekete bőrű katona sem található. A tiltakozás eredményeképp augusztus 20-án a NAACP megegyezik a nagy filmstúdiókkal a fekete szereplők kötelező arányáról.
- augusztus 24. – A Kopár élet című film Rio de Janeiró-i bemutatásával a brazil cinéma novo (új film) mutatkozik be.
- szeptember 10. – megnyílik az első New York-i Filmfesztivál melyen 31 filmet mutatnak be.
- Herskó János Párbeszéd és Gaál István Sodrásban filmjében a rendezői (szerzői) film igénye jelentkezik.

## Sikerfilmek
Észak-Amerika
1. Kleopátra (Cleopatra) – rendezte Joseph L. Mankiewicz
2. Irma, te édes (Irma La Douce) – rendező Billy Wilder
3. A fontos személyek (The V.I.P.s) – rendező Anthony Asquith
4. Vigyázat, feltaláló! (Son of Flubber) – rendező Robert Stevenson
5. Tom Jones – rendező Tony Richardson
6. Bolond, bolond világ (It's a Mad Mad Mad Mad World) – rendező Stanley Kramer
7. Amerikai fogócska (Charade) – rendező Stanley Donen

## Magyar filmek
- 1963. július 27., szombat – rendező Mészáros Márta
- Aranykor – rendező Gábor Pál
- Asszony a telepen – rendező Fehér Imre
- Bálvány – rendező Mamcserov Frigyes
- Csendélet, rövid – rendező Novák Márk
- Egyiptomi történet – rendező Mészáros Gyula
- Éjszakai műszak, rövid – rendező Gyarmathy Lívia
- Ének a vasról, rövid, dokumentum – rendező Kollányi Ágoston
- Fotó Háber – rendező Várkonyi Zoltán
- Fáklyaláng, TV – rendező Pethes György
- Hajnali részegség – rendező Gyarmathy Lívia
- Hattyúdal – rendező Keleti Márton
- Hej, te eleven fa…, rövid – rendező Jancsó Miklós
- Hogy állunk, fiatalember? – rendező Révész György
- Igaz-e?, rövid – rendező Rózsa János
- Igézet, rövid – rendező Bácskai Lauro István
- Kedd, rövid – rendező Novák Márk
- Koncert – rendező Szabó István
- A megérkezés – rendező Gábor Pál
- Meztelen diplomata – rendező Palásthy György
- Mindennap élünk – rendező Rényi Tamás
- Miénk a világ! – rendező Kardos Ferenc
- Munka vagy hivatás – rendező Mészáros Márta
- Nappali sötétség – rendező Fábri Zoltán
- Oldás és kötés  – rendező Jancsó Miklós
- Pacsirta – rendező Ranódy László
- Párbeszéd – rendező Herskó János
- Sodrásban – rendező Gaál István
- Strand, rövid, dokumentum – rendező Ventilla István
- Szeretet – rendező Mészáros Márta
- A szélhámosnő – rendező Kalmár László
- Találkozás, rövid, dokumentum – rendező Elek Judit
- Találkozás-Apróhirdetés, rövid, dokumentum – rendező Elek Judit
- Te – rendező Szabó István
- Tisza-őszi vázlatok – rendező Gaál István
- Tücsök – rendező Markos Miklós
- Az utolsó előtti ember – rendező Makk Károly

## Díjak, fesztiválok
Oscar-díj (április 8.)
- Film: Arábiai Lawrence
- Rendező: David Lean – Arábiai Lawrence
- Férfi főszereplő: Gregory Peck – Ne bántsátok a feketerigót!
- Női főszereplő: Anne Bancroft – A csodatevő
- külföldi film: Vasárnap Sybillel – Franciaország

1963-as cannes-i filmfesztivál
Velencei Nemzetközi Filmfesztivál (augusztus 28-szeptember 7)
- Arany Oroszlán: Kezek a város felett – Francesco Rosi
- Férfi főszereplő: Albert Finney – Tom Jones
- Női főszereplő: Delphine Seyrig – Muriel

Berlini Nemzetközi Filmfesztivál (június 21-július 2)
- Arany Medve: Szamurájhűség – Imai Tadasi
- Rendező: Níkosz Kúndurosz – A kis Aphrodité
- Férfi főszereplő: Sidney Poitier – A mezők liliomai
- Női főszereplő: Bibi Anderson – A szerető

## Születések
- január 14. – Steven Soderbergh, rendező
- április 16. – Gesztesi Károly, színész
- június 10. – Jeanne Tripplehorn, színésznő
- június 15. – Helen Hunt, színésznő
- október 6. – Elisabeth Shue, színésznő
- november 19. – Terry Farrell, színésznő
- december 15. – Helen Slater, színésznő
- december 18. – Brad Pitt, színész

## Halálozások
- június 7. – Zazu Pitts, színésznő
- szeptember 18. – Benedek Tibor, színész
- december 5. – Tom London, színész
- Oscar A.C. Lund, svéd színész, rendező, író

## Filmbemutatók
- Agymosás – rendező Roberto Rossellini (Szeplőtlenség), Jean-Luc Godard (Az új világ), Pier Paolo Pasolini (A túró), Ugo Gregoretti (A kapirgáló csirke)
- A nagy szökés – főszereplő Steve McQueen, rendező John Sturges
- Tom Jones – rendező Tony Richardson
- Amerikai fogócska – főszereplő Cary Grant és Audrey Hepburn
- Oroszországból szeretettel – rendező Terence Young
- The Sword in the Stone – rendező Wolfgang Reitherman
- Madarak – főszereplő Tippi Hedren és Rod Taylor – rendező Alfred Hitchcock
- Vértivornya – rendező Herschell Gordon Lewis
- A világkiállításon történt – rendező Norman Taurog
- Acapulcói kaland – rendező Richard Thorpe
- Zuo ye meng hun zhong – rendező Yuen Chor
- A megvetés – rendező Jean-Luc Godard
- Angyal-öböl – rendező Jacques Demy
- 8 és ½ – rendező Federico Fellini
- Bye Bye Birdie – rendező George Sidney
- Dilidoki – rendező Jerry Lewis
- An Actor’s Revenge – rendező Icsikava Kon
- Úrvacsora – rendező Ingmar Bergman
- Bolond, bolond, bolond világ (It’s a Mad, Mad, Mad, Mad World) – rendező Stanley Kramer
- Szamurájhűség – rendező Tadashi Imai
- Il Diavolo – rendező Gian Luigi Polidoro
- Kezek a város felett – rendező Francesco Rosi
- A párduc – rendező Luchino Visconti
- Amerika, Amerika – rendező Elia Kazan
- Yeh Raaste hain Pyar ke – főszereplő Sunil Dutt
- Nyomoz a vőlegény – rendező Frank Tashlin